# Drept subiectiv

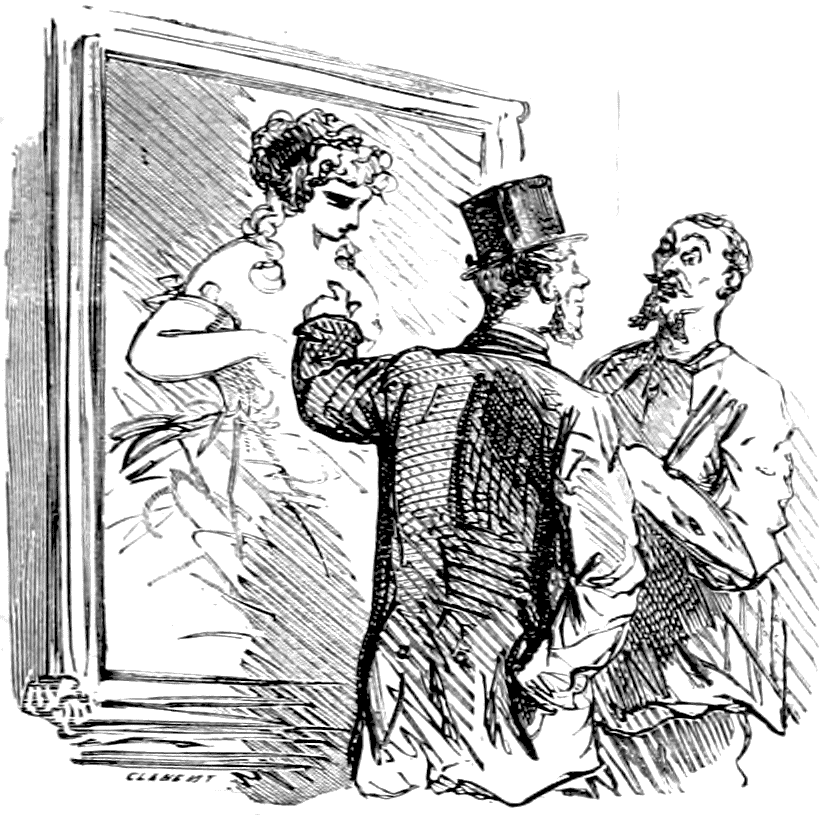
Caricatură franceză a lui Cham privitoare la intimitate. Dreptul la intimitate este un exemplu de drept subiectiv.

Dreptul subiectiv este o prerogativă recunoscută de lege acordată unei persoane fizice sau juridice prin care titularul dreptului îi poate impune unei alte persoane o anumită conduită corespunzătoare dreptului său, ce poate fi impusă în caz de necesitate de către forța coercitivă a statului.
Dreptul subiectiv este un raport juridic întreprins între două subiecte: subiectul activ, titular al deptului, și subiectul pasiv, cel ce are o obligație.

## Trăsături
Orice drept subiectiv îi oferă titularului posibilitatea de a-i impune unei alte persoane o anumită conduită, reprezentată de obligația corelativă dreptului. Avem de a face cu trei tipuri de obligații: de a face, de a nu face, sau de a da.
Titularul dreptului are el însuși posibilitatea de a avea o conduită anumă, făcând referire la posibilitatea exercitării propriu-zise a dreptului. Aceasta poate sau nu fi folosită de titular încă de la momentul nașterii raportului juridic, indiferent de voința titularului. 
Dreptul subiectiv presupune o obligație corelativă a unei altei sau altor persoane (în caz de pluralitate). În cazul drepturilor absolute, subiectul pasiv este întotdeauna unul multiplu, fiind generalizat, având obligația de a nu face. Ca exemplu, în cazul unui drept absolut precum cel la intimitate, subiectul pasiv reprezintă toate persoanele cu excepția titularului dreptului, acestea având obligația de a nu viola intimitatea acestuia.
Titularul dreptului are posibilitatea de a apela la forța de constrângere a statului în cazul în care subiectul pasiv nu urmează conduita impusă de acesta. Urmând exemplul de mai sus, în cazul în care dreptul la intimitate este violat, cetățeanul poate face o plângere organelor competente.

## Tipuri de drepturi subiective

### Dreptul absolut
Dreptul absolut reprezintă un drept pe care titularul îl poate exercita de unul singur, fără intervenția altei persoane. Acestui drept îi corespunde obligația generală de a nu face. Dreptul absolut are subiectul activ unic (titularul dreptului, orice persoană) și subiectul pasiv nedeterminat (toate persoanele în afara titularului), având ca obligație abținerea din a interfera cu exercitarea dreptului de către titular.